# Río Oituz
El río Oituz es un curso de agua de la cuenca hidrográfica del Danubio, afluente por la derecha del Trotuș. Discurre por los condados rumanos de Covasna y Bacău.

## Descripción
El río, que tendría su origen en la montaña de Mușat, en Transilvania, fluye en su curso alto de sur a norte y tras el paso de Oituz progresivamente empieza a tomar una dirección general hacia el este, hasta su confluencia con el Trotuș en Onești. A lo largo de su recorrido deja a ambos lados de su cauce lugares como Poiana-Sărătă, Hârja, Ferestrău, Oituz (Bacău) y Bogdănești. Entre los afluentes por la derecha se encuentra el río Leșunțu.